# Begraafplaats van Genech
De Begraafplaats van Genech is een gemeentelijke begraafplaats in de Franse gemeente Genech in het Noorderdepartement. De begraafplaats ligt net ten noordwesten van het dorpscentrum.

## Britse oorlogsgraven
Op de begraafplaats bevinden zich enkele Britse oorlogsgraven uit de Eerste Wereldoorlog. De begraafplaats telt 5 geïdentificeerde graven, die worden onderhouden door de Commonwealth War Graves Commission. In de CWGC-registers is de begraafplaats opgenomen als Genech Communal Cemetery.